# B’z TV Style Songless Version
B’z TV Style SONGLESS VERSION – pierwsza kompilacja japońskiego zespołu B’z, wydana 19 lutego 1992 roku. Album składał się z wersji karaoke utworów. Osiągnął 2 pozycję w rankingu Oricon i pozostał na liście przez 16 tygodni, sprzedał się w nakładzie 238 500 egzemplarzy.

## Lista utworów
| Nr  | Tytuł                                                          | Czas |
| --- | -------------------------------------------------------------- | ---- |
| 1.  | „Dakara sono te wo hanashite” (jap. だからその手を離して)      | 3:51 |
| 2.  | „Kimi no naka de odoritai” (jap. 君の中で踊りたい)             | 3:45 |
| 3.  | „OH!GIRL”                                                      | 4:11 |
| 4.  | „ROSY”                                                         | 4:55 |
| 5.  | „BAD COMMUNICATION”                                            | 7:23 |
| 6.  | „Tonari de nemurasete” (jap. となりでねむらせて)               | 4:14 |
| 7.  | „BE THERE”                                                     | 4:14 |
| 8.  | „Taiyō no Komachi Angel” (jap. 太陽のKomachi Angel)            | 4:11 |
| 9.  | „Easy Come, Easy Go!”                                          | 4:41 |
| 10. | „Itoshii hito yo Good Night...” (jap. 愛しい人よGood Night...) | 6:16 |
| 11. | „HOT FASHION”                                                  | 4:13 |
| 12. | „LADY NAVIGATION”                                              | 4:21 |
| 13. | „Kodoku no Runaway” (jap. 孤独のRunaway)                       | 5:03 |
| 14. | „ALONE”                                                        | 5:58 |

## Notowania
| Lista                                 | Pozycja |
| ------------------------------------- | ------- |
| Oricon Weekly Albums Chart            | 2       |
| Oricon Yearly Albums Chart (rok 1992) | 78      |